# Parafia św. Antoniego Padewskiego w Turowie
Parafia św. Antoniego Padewskiego w Turowie – parafia rzymskokatolicka w Turowie.
Parafia erygowana w 1937 roku. Obecny kościół został wybudowany w 1937, konsekrowany w 1970 przez biskupa Jana Mazura.

## Zasięg parafii
Do parafii należą wierni z miejscowości: Turów i Bedlna Radzyńskiego (część).